# Heythrop College
Heythrop College – Zlikwidowana brytyjska uczelnia wyższa z siedzibą w Londynie, wyspecjalizowana w dydaktyce i badaniach w dziedzinach filozofii, teologii i psychologii. Od 1971 była jedną z uczelni członkowskich University of London. Była ufundowana przez katolicki zakon jezuitów. Jej mottem była łacińska maksyma Nil Sine Fide – "nic bez wiary".

## Historia
Jezuickie fakultety filozofii oraz teologii zostały utworzone w 1614 w Leuven z myślą o kształceniu jezuitów pochodzących z Wielkiej Brytanii, gdzie w tym okresie katolicyzm był zabroniony. W latach 1626–1794 działały jako Kolegium Jezuickie w Liège. Od 1794 r., gdy francuskie wojsko oblężyło miasto, kolegium zostało przeniesione do północnej Anglii. W czasie XIX w. fakultety działały osobno: teologiczny w Walii, a filozoficzny w hrabstwie Lancashire. W 1926, kiedy Jezuici zakupili majątek koło Heythrop w Oxfordshire, oba fakultety zostały połączone na jednym miejscu. W 1970 przeniosły się do Londynu, opuszczając majątek Heythrop (zakupiony wtedy przez National Westminster Bank), a rok później zostały przyjęte w poczet uczelni tworzących University of London. Po czterystu latach istnienia tej instytucji nastąpiła jej likwidacja, spowodowana wysokim kosztem utrzymania. Obiekt, poprzednio własność sióstr zakonnych (zgromadzenia apostolskiego Wniebowzięcia Najświętszej Maryi Panny), został sprzedany deweloperom za rzekomo £100 milionów.

## Struktura
Kolegium dzieliło się na trzy departamenty (wydziały):
- Departament Studiów Społecznych i Duszpasterskich
- Departament Filozofii
- Departament Teologii

## Znani absolwenci

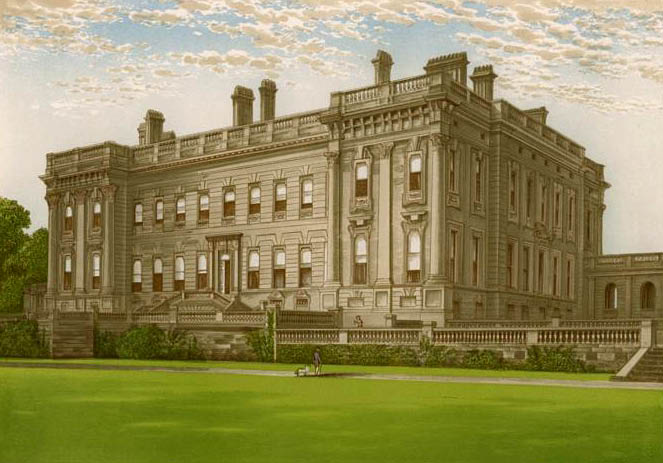
Heythrop Hall w hrabstwie Oxfordshire, siedziba brytyjskich Jezuitów 1926-1970

- Bernard Lonergan – kanadyjski teolog i ekonomista, jezuita
- Frederick Copleston – brytyjski historyk filozofii i apologeta, jezuita
- Charles Jason Gordon – arcybiskup Port of Spain (2017-)
- Sebastian Górka (ur. 1970), były wiceasystent Prezydenta Donalda Trumpa
- Gerard Manley Hopkins (1844–1899), poeta i profesor, jezuita
- Gerard W. Hughes (1924–2014) –  autor God of Surprises, spowiednik, szkocki jezuita[4]
- Malcolm McMahon – brytyjski biskup katolicki, dominikanin
- Dame Sarah Mullaly – anglikańska biskupka diecezji londyńskiej w Kościele Anglii (2019-)
- Catherine Pepinster (1959– ) – redaktorka, pisarka o religii
- Stephen Perry (1833–1889) – astronom, jezuita